# Пловдивски зоопарк
Пловдивският зоопарк (официално – Общинско предприятие „Зоопарк – Пловдив") е затворен за реконструкция и разширение през лятото на 2008 г. Преди това е бил една от атракциите за пловдивчани и техните семейства.
Зоопаркът се намира в парк „Отдих и култура“ до Гребната база.

## История
Идеята за изграждане на зоопарк в Пловдив датира от 1930-те години, когато пловдивският кмет Божидар Здравков предлага да се формира нов парк с голямо езеро, басейни, зоологическа градина и стадион на източната част на така наречения Царски остров на запад от жп линията Централна гара Пловдив – Филипово.
Зоопаркът се формира първоначално като зоокът в парк „Отдих и култура“ в края на 1960-те и началото на 1970-те. Площта му достига до 10 дка при реконструкция на парка и гребната база през 1980-те години.
През лятото на 2008 г. зоокътът в Пловдив е затворен, поради невъзможността да покрие минималните критерии за добиване на лиценз. Животните са преместени в други зоопаркове или резервати. Скоро след това е създаден идеен проект за реконструкция и разширение на зоопарка на площ 40 дка. Срещу разширението на парка се съпротивяват еко защитници, с което и с процедурни нарушения от страна на общинското управление се забавя изграждането на парка вече 15 години.
Не се предвижда паркът да заработи към 2023 г.

## Оформление
На територия от 40 дка се предвиждат хабитати за 22 различни видове животни. Всички хабитати ще са със зелени и водни площи. Загражденията ще са от естествени материали – съборени дървета, дънери, скални масиви от естествен и изкуствен камък и др. Предвидени са също хранилки, поилки, хралупи, навеси и помещения за защита при неблагоприятни климатични условия. Около 3000 кв. м с изкуствено езеро са предвидени за хабитата на мечките, а хабитатът за вълци ще нарасне от 9 на 900 кв. м. Сред останалите животински видове, които се очакват, са азиатски видри, диви свине, рисове, камили, лами, патагонска мара и др. Някои видове като бизоните и бронзовите пуйки ще обитават един хабитат.
Вдясно от входа се предвижда аквариум с размери 22 на 10 метра за морски риби.